# Heathen Tour
Tournées par David Bowie
'hours…' Tour (1999) A Reality Tour (2003-2004)
Le Heathen Tour est une tournée mondiale de David Bowie donnée entre juin et octobre 2003 en promotion de l'album Heathen.
La majorité des dates sont des festivals européens et américains. Bowie se produit notamment lors des douze dates du Area: 2 Festival (en) organisé par Moby de fin juillet à début août.

## Musiciens
- David Bowie : chant, guitare, claviers, saxophone, stylophone, harmonica
- Earl Slick : guitare
- Gerry Leonard (en) : guitare
- Mark Plati : guitare, claviers
- Gail Ann Dorsey : basse, chant, tambourin (sur "Heathen (The Rays)")
- Mike Garson : claviers
- Sterling Campbell : batterie, claviers
- Catherine Russell : chœurs, claviers[1]

## Dates

### Concerts de préparation
| Date         | Ville    | Pays       | Salle              | Remarques                             |
| ------------ | -------- | ---------- | ------------------ | ------------------------------------- |
| 11 juin 2002 | New York | États-Unis | Roseland Ballroom  | Réservé aux membres du site BowieNet. |
| 14 juin 2002 | New York | États-Unis | Rockefeller Plaza  | Pour l'émission The Today Show.       |
| 15 juin 2002 | New York | États-Unis | Sony Music Studios | Pour l'émission Live by Request (en). |

### Premier segment européen
| Date             | Ville        | Pays        | Salle                       | Remarques                                                         |
| ---------------- | ------------ | ----------- | --------------------------- | ----------------------------------------------------------------- |
| 29 juin 2002     | Londres      | Royaume-Uni | Royal Festival Hall         | Meltdown Festival (Bowie en est le curateur).                     |
| 1er juillet 2002 | Paris        | France      | Olympia                     | Concert filmé et retransmis à la TV par Arte Music Planet Special |
| 3 juillet 2002   | Kristiansand | Norvège     | Odderøya                    | Festival Quart (no).                                              |
| 5 juillet 2002   | Horsens      | Danemark    | Friluftsscenen              | Festival de Horsens.                                              |
| 7 juillet 2002   | Ostende      | Belgique    | Hippodrome d'Ostende        | Festival Seat Beach Rock.                                         |
| 10 juillet 2002  | Manchester   | Royaume-Uni | Old Trafford Cricket Ground | Festival England Move.                                            |
| 12 juillet 2002  | Cologne      | Allemagne   |                             | Festival E-Werk.                                                  |
| 14 juillet 2002  | Nîmes        | France      | Arènes                      | Festival de Nîmes.                                                |
| 15 juillet 2002  | Lucques      | Italie      |                             | Festival d'été de Lucques.                                        |
| 18 juillet 2002  | Montreux     | Suisse      | Auditorium Stravinski       | Montreux Jazz Festival.                                           |

### Premier segment américain
| Date            | Ville         | Pays       | Salle                                       | Remarques              |
| --------------- | ------------- | ---------- | ------------------------------------------- | ---------------------- |
| 28 juillet 2002 | Bristow (en)  | États-Unis | Nissan Pavilion (en)                        | Area: 2 Festival (en). |
| 30 juillet 2002 | Camden        | États-Unis | Tweeter Center at the Waterfront (en)       | Area: 2 Festival.      |
| 31 juillet 2002 | Holmdel       | États-Unis | PNC Bank Arts Center (en)                   | Area: 2 Festival.      |
| 2 août 2002     | Wantagh       | États-Unis | Tommy Hilfiger at Jones Beach Theatre (en)  | Area: 2 Festival.      |
| 3 août 2002     | Mansfield     | États-Unis | Tweeter Center for the Performing Arts (en) | Area: 2 Festival.      |
| 5 août 2002     | Toronto       | Canada     | Molson Amphitheater (en)                    | Area: 2 Festival.      |
| 6 août 2002     | Détroit       | États-Unis | DTE Energy Music Center                     | Area: 2 Festival.      |
| 8 août 2002     | Tinley Park   | États-Unis | Tweeter Center (en)                         | Area: 2 Festival.      |
| 10 août 2002    | Denver        | États-Unis | Pepsi Center                                | Area: 2 Festival.      |
| 13 août 2002    | Irvine        | États-Unis | Verizon Wireless Amphitheater (en)          | Area: 2 Festival.      |
| 14 août 2002    | Mountain View | États-Unis | Shoreline Amphitheatre                      | Area: 2 Festival.      |
| 16 août 2002    | George        | États-Unis | The Gorge Amphitheatre                      | Area: 2 Festival.      |

### Deuxième segment européen
| Date              | Ville   | Pays        | Salle                      | Remarques |
| ----------------- | ------- | ----------- | -------------------------- | --------- |
| 22 septembre 2002 | Berlin  | Allemagne   | Max-Schmeling-Halle        |           |
| 24 septembre 2002 | Paris   | France      | Zénith                     |           |
| 25 septembre 2002 | Paris   | France      | Zénith                     |           |
| 27 septembre 2002 | Bonn    | Allemagne   | Museumsmeile (de)          |           |
| 29 septembre 2002 | Munich  | Allemagne   | Olympiahalle               |           |
| 2 octobre 2002    | Londres | Royaume-Uni | Carling Apollo Hammersmith |           |

### Deuxième segment américain
| Date            | Ville       | Pays       | Salle                           | Remarques |
| --------------- | ----------- | ---------- | ------------------------------- | --------- |
| 11 octobre 2002 | New York    | États-Unis | The Music Hall at Snug Harbour  |           |
| 12 octobre 2002 | New York    | États-Unis | St. Anne's Warehouse            |           |
| 16 octobre 2002 | New York    | États-Unis | Colden Center at Queens College |           |
| 17 octobre 2002 | New York    | États-Unis | Jimmy's Bronx Cafe              |           |
| 20 octobre 2002 | New York    | États-Unis | Beacon Theatre                  |           |
| 21 octobre 2002 | Upper Darby | États-Unis | Tower Theater (en)              |           |
| 23 octobre 2002 | Boston      | États-Unis | Orpheum Theatre (en)            |           |

## Chansons jouées
Plusieurs des concerts voient Bowie interpréter l'intégralité des albums Heathen et Low.
- De Space Oddity : Space Oddity
- De Hunky Dory : Changes, Life on Mars?, The Bewlay Brothers
- De The Rise and Fall of Ziggy Stardust and the Spiders from Mars : Moonage Daydream, Starman, Ziggy Stardust
- De Diamond Dogs : Rebel Rebel
- De Young Americans : Fame
- De Station to Station : Stay
- De Low : Speed of Life, Breaking Glass, What in the World, Sound and Vision, Always Crashing in the Same Car, Be My Wife, A New Career in a New Town, Warszawa, Art Decade, Weeping Wall, Subterraneans
- De "Heroes" : "Heroes"
- De Lodger : Look Back in Anger
- De Scary Monsters (and Super Creeps) : Ashes to Ashes, Fashion
- De Let's Dance : China Girl, Let's Dance
- De 1. Outside : Hallo Spaceboy
- De Earthling : I'm Afraid of Americans
- De Heathen : Sunday, Cactus, Slip Away, Slow Burn, Afraid, I've Been Waiting for You, I Would Be Your Slave, I Took a Trip on a Gemini Spaceship, 5:15 The Angels Have Gone, Everyone Says 'Hi', A Better Future, Heathen (The Rays)
- Autres chansons de Bowie : Absolute Beginners
- Reprises d'autres artistes : Alabama Song (Bertolt Brecht), I Feel So Bad (Elvis Presley), One Night (Elvis Presley), White Light/White Heat (The Velvet Underground)